# In barca sulla Senna
In barca sulla Senna (o La yole) è un dipinto a olio su tela (71x92 cm) di Pierre-Auguste Renoir, databile al 1875 e conservato nella National Gallery di Londra.

## Storia
La iole era un tipo di imbarcazione che, nelle giornate estive, solcava la Senna nei pressi di Asnières, probabilmente a Chatou, non lontano da Parigi. Si scorge un ponte ferroviario a destra, che probabilmente è quello che si vede anche nei Bagnanti ad Asnières di Seurat.

## Descrizione e stile
La barca si trova al centro della tela, con due donne della borghesia, vestite in maniera elegante, a bordo che trascorrono il tempo remando e leggendo. Domina il blu dell'acqua, su cui spiccano le imbarcazioni di colore arancio. La Senna e i gitanti era uno dei temi preferiti dell'artista, che spesso erano soggetto delle sue opere en plein air. Il vero soggetto del dipinto è infatti l'acqua e i suoi riflessi, oltre alla luce e l'atmosfera che sono caratteristiche del preciso momento pittorico.
Il lavoro all'aperto era stato reso possibile a metà del secolo grazie all'invenzione dei tubetti di colore a olio. L'artista si era portato dietro probabilmente solo otto colori e questi sono gli unici riscontrabili sulla tela, bianco compreso: blu cobalto, lacca rossa, vermiglione, arancio cromo, giallo cromo, giallo limone, verde smeraldo e bianco di piombo. Si tratta di colori intensi, per la maggior parte di recente sintesi, che l'artista spesso non mischiava neanche, attingendoli direttamente dal tubetto: in applicazione delle teorie del chimico Michel Eugène Chevreul l'artista cercava infatti di accostare colori complementari puri, in modo da ottenerne la massima brillantezza e il massimo contrasto.
Colori bagnati applicati su strati di colori bagnati (che si amalgamano come si vede nei riflessi sotto la barca) sono infatti sintomo di un lavoro eseguito con rapidità, sul luogo. Nella tela compaiono però anche colori stesi bagnati su colori asciutti (come nell'ombra scura sopra la barca), che testimoniano dei ritocchi fatti poi in studio.
In primo piano sono usati colori più densi e scuri, mentre sullo sfondo, dove si intravede una casa in un parco, l'artista utilizzò quantità minori e più sbiancate, con tocchi più leggeri che lasciano addirittura intravedere, qua e là, la tela sottostante, a malapena mesticata. Ciò dà l'effetto particolarmente arioso della scena.